# Liste der Bodendenkmäler in Bad Driburg
Die Liste der Bodendenkmäler in Bad Driburg enthält die denkmalgeschützten unterirdischen baulichen Anlagen, Reste oberirdischer baulicher Anlagen, Zeugnisse tierischen und pflanzlichen Lebens und paläontologischen Reste auf dem Gebiet der Stadt Bad Driburg im Kreis Höxter in Nordrhein-Westfalen (Stand: September 2020). Diese Bodendenkmäler sind in Teil B der Denkmalliste der Stadt Bad Driburg eingetragen; Grundlage für die Aufnahme ist das Denkmalschutzgesetz Nordrhein-Westfalen (DSchG NRW).
| Bild | Bezeichnung                                        | Lage                                                   | Beschreibung | Bauzeit | Eingetragen seit | Denkmal- nummer |
| ---- | -------------------------------------------------- | ------------------------------------------------------ | ------------ | ------- | ---------------- | --------------- |
|      | Wehranlage Iburg                                   | Bad Driburg Fl. 23 III, Flst. 1222                     |              |         |                  | B 1             |
|      | Grabhügelgruppe                                    | Bad Driburg Fl. 16, Flst. 989, 964, 466                |              |         |                  | B 2             |
|      | Bergbauspuren                                      | Bad Driburg Fl. 22, Flst.63                            |              |         |                  | B 3             |
|      | Gräfte/Wehranlage                                  | Bad Driburg Fl.19, Flst. 69/1, 69/2, 167, 482          |              |         |                  | B 4             |
|      | Grabhügel auf dem "Schweinsberg"                   | Bad Driburg Fl. 2, Flst.47                             |              |         |                  | B 5             |
|      | Grabhügelgruppe auf dem „Escherberg“               | Alhausen Fl. 2, Flst.10                                |              |         |                  | B 6             |
|      | Grabhügel auf dem "Escherberg"                     | Bad Driburg Fl. 6, Flst.4                              |              |         |                  | B 7             |
|      | Grabhügelgruppe auf dem „Escherberg“               | Bad Driburg Fl. 6, Flst.9                              |              |         |                  | B 8             |
|      | Grabhügel auf dem "Escherberg"                     | Bad Driburg Fl. 6, Flst.9                              |              |         |                  | B 9             |
|      | 2 Grabhügel, auf dem „Kronenrücken“                | Alhausen Fl. 5, Flst.2                                 |              |         |                  | B 10            |
|      | Grabhügel auf dem „Uhlenstein“                     | Alhausen Fl. 5, Flst. 64                               |              |         |                  | B 11            |
|      | Grabhügelgruppe auf dem "Kernberg"                 | Dringenberg Fl. 10, Flst. 170                          |              |         |                  | B 12            |
|      | 3 Grabhügel auf dem "Rügen"                        | Dringenberg Fl. 14, Flst. 169                          |              |         |                  | B 13            |
|      | Grabhügelgruppe im "Breitenkamp"                   | Dringenberg Fl. 8, Flst.1, Fl. 9, Flst. 35             |              |         |                  | B 14            |
|      | 1 Grabhügel "Behlersberg"                          | Dringenberg Fl.6, Flst.111                             |              |         |                  | B 15            |
|      | 2 Grabhügel "Behlersberg"                          | Dringenberg Fl. 6, Flst.12                             |              |         |                  | B 16            |
|      | 3 Grabhügel "Krähenloh"                            | Dringenberg Fl.6, Flst.32                              |              |         |                  | B 17            |
|      | 5 Grabhügel "Krausekopf"                           | Dringenberg Fl.11, Flst.29                             |              |         |                  | B 18            |
|      | 2 Grabhügel "Krausekopf"                           | Dringenberg Fl.11, Flst.46                             |              |         |                  | B 19            |
|      | 2 Grabhügel "Krausekopf"                           | Dringenberg Fl.11, Flst.196                            |              |         |                  | B 20            |
|      | 1 Grabhügel "Lichte Bäume"                         | Herste Fl. 2, Flst.94                                  |              |         |                  | B 21            |
|      | 1 Grabhügel "Ortberg"                              | Herste Fl. 3, Flst.63                                  |              |         |                  | B 22            |
|      | 2 Grabhügel auf dem "Bollberg"                     | Neuenheerse Fl.14, Flst.340                            |              |         |                  | B 23            |
|      | Grabhügelgruppe auf dem "Steinberg"                | Neuenheerse Fl.8, Flst.220                             |              |         |                  | B 24            |
|      | 1 Grabhügel "Richtbreite"                          | Pömbsen Fl.8, Flst.202                                 |              |         |                  | B 25            |
|      | 1 Grabhügel "Richtbreite"                          | Pömbsen Fl.8, Flst.199/228                             |              |         |                  | B 26            |
|      | 1 Grabhügel "Kapellenberg"                         | Pömbsen Fl.3, Flst.35/1                                |              |         |                  | B 27            |
|      | 1 Grabhügel auf dem "Schlippenberg"                | Pömbsen Fl.5, Flst.192                                 |              |         |                  | B 28            |
|      | 2 Grabhügel "Bonhausen"                            | Pömbsen Fl.4, Flst.73                                  |              |         |                  | B 29            |
|      | 1 Grabhügel "Bonhausen"                            | Pömbsen Fl.4, Flst.9/1                                 |              |         |                  | B 30            |
|      | 1 Grabhügel auf dem "Schlippenberg"                | Pömbsen Fl.5, Flst.53                                  |              |         |                  | B 31            |
|      | 2 Grabhügel auf dem "Schlippenberg"                | Pömbsen Fl.4, Flst.11                                  |              |         |                  | B 32            |
|      | 1 Grabhügel "Bonhausen"                            | Pömbsen Fl.5, Flst.37                                  |              |         |                  | B 33            |
|      | Grabhügel                                          | Erpentrup Fl.1, Flst.8                                 |              |         |                  | B 34            |
|      | 1 Grabhügel auf dem "Kronenrücken"                 | Reelsen Fl.1, Flst.224                                 |              |         |                  | B 35            |
|      | 1 Grabhügel auf dem "Kehrbrok"                     | Reelsen Fl.1, Flst.224                                 |              |         |                  | B 36            |
|      | Versammlungsplatz, Schonlau                        | Dringenberg Fl.10, Flst. 221 u.a.                      |              |         |                  | B 37            |
|      | Grabhügelgruppe                                    | Herste Fl. 2, Flst.78                                  |              |         |                  | B 38            |
|      | Grabhügel                                          | Pömbsen Fl.12, Flst.10                                 |              |         |                  | B 39            |
|      | 1 Grabhügel                                        | Pömbsen Fl.12, Flst.10                                 |              |         |                  | B 40            |
|      | 1 Grabhügel                                        | Pömbsen Fl.12, Flst.10                                 |              |         |                  | B 41            |
|      | Grabhügel                                          | Pömbsen Fl.12, Flst.10                                 |              |         |                  | B 42            |
|      | Grabhügel                                          | Pömbsen Fl.12, Flst.10                                 |              |         |                  | B 43            |
|      | 1 Grabhügel                                        | Pömbsen Fl.13, Flst.6                                  |              |         |                  | B 44            |
|      | 2 Grabhügel                                        | Dringenberg Fl.1, Flst.129                             |              |         |                  | B 45            |
|      | Grabhügel                                          | Kühlsen Fl.2, Flst.136                                 |              |         |                  | B 46            |
|      | Grabhügel                                          | Kühlsen Fl.3, Flst.32                                  |              |         |                  | B 47            |
|      | Grabhügel                                          | Kühlsen                                                |              |         |                  | B 48            |
|      | Grabhügelgruppe                                    | Neuenheerse Fl.7, Flst.20                              |              |         |                  | B 49            |
|      | 3 Steinbrüche hintereinander in Hanglage Eichmilde | Bad Driburg südöst. v. Siebenstern, Fl.32, Flst.50     |              |         |                  | B 50            |
|      | Grabhügelgruppe                                    | Pömbsen Fl.10, Flst.57/1                               |              |         |                  | B 51            |
|      | Grabhügelgruppe                                    | Pömbsen Fl.1, Flst.3/1                                 |              |         |                  | B 52            |
|      | Burganlage                                         | Dringenberg Fl. 13, Flst. 818-821, 51, 636, 902 teilw. |              |         |                  | B 53            |